# Byron Evard
Byron Alfred Evard (Fort Wayne, 27 marzo 1908 – Naples, 22 dicembre 1983) è stato un cestista e allenatore di pallacanestro statunitense, professionista nella NBL.

## Carriera
Giocò per una stagione nella NBL, disputando 10 partite con 1,6 punti di media.